# Вила-Валериу
Вила-Валериу (порт. Vila Valério)  —  населённый пункт и муниципалитет в Бразилии, входит в штат Эспириту-Санту. Составная часть мезорегиона Северо-запад штата Эспириту-Санту. Входит в экономико-статистический  микрорегион Нова-Венесия. Население составляет 14 384 человека на 2006 год. Занимает площадь 464,351 км². Плотность населения — 31,0 чел./км².

## История
Город основан в 1994 году.

## Статистика
- Валовой внутренний продукт на 2003 составляет 35.803.054,00 реалов (данные: Бразильский институт географии и статистики).
- Валовой внутренний продукт на душу населения на 2003 составляет 2.530,07 реалов (данные: Бразильский институт географии и статистики).
- Индекс развития человеческого потенциала на 2000 составляет 0,699 (данные: Программа развития ООН).

## География
Климат местности: тропический.